# Crash Your Party
Crash Your Party è un singolo del duo americano Karmin. La canzone è stata scritta dai Karmin insieme a Heather Bright, Kelly Sheehan e Harr & Jackson, e prodotta dagli ultimi due. Verso la fine del 2011 la canzone ha avuto un moderato responso dalle radio. La canzone è stata prima pubblicata in radio il 20 ottobre 2011, e poi resa disponibile per il download digitale il 24 dello stesso mese.

## Classifiche
| Classifica (2011) | Posizione massima |
| ----------------- | ----------------- |
| Stati Uniti (pop) | 36                |